# Valeri Jalilov
Valeri Mijaílovich Jalílov (en ruso: Вале́рий Миха́йлович Хали́лов; 30 de enero de 1952-25 de diciembre de 2016) fue un militar ruso nacido en Uzbekistán y compositor musical. Como teniente general en el Ejército ruso, dirigió bandas militares rusas en diversas ocasiones, llegando a ser el director artístico del Coro del Ejército Rojo. Falleció en el accidente del Tu-154 del Ministerio de Defensa de Rusia, cuando se dirigía a Siria.

## Biografía
Su padre también era director en una banda militar. Estudió en la Escuela Militar de Música en Moscú y en 1950 se graduó en la Facultad de Dirección de bandas militares de ejército adjunto del Conservatorio de Moscú.
Luego fue nombrado director de la banda militar del Colegio de Radioelectrónica de Defensa Aérea de la ciudad de Pushkin, al sur de San Petersburgo. Más tarde fue profesor de la cátedra de dirección de bandas y de la cátedra del servicio de bandas militares de la Facultad de Dirección de bandas militares del Conservatorio de Moscú. En 1984 comenzó a trabajar para el Ministerio de Defensa de la Unión Soviética. En 2002 fue nombrado como Jefe del Servicio de Bandas Militares de las Fuerzas Armadas de la Federación Rusa. En mayo de 2016 fue nombrado director artístico del Coro del Ejército Rojo, hasta su fallecimiento.
En su carrera, ganó muchos premios incluyendo la Orden de Honor, la Orden por el Servicio a la Patria en las Fuerzas Armadas de Tercera Clase de la Unión Soviética, la Medalla al Mérito Militar (Primera Clase) y el título de Artista del Pueblo de Rusia.